# Jorge Queimado
Jorge Queimado, natural do Montijo, foi um clérigo português, cujo nome religioso é Jorge de Santa Maria.

## Biografia
Professou a 4 de junho de 1563, no Convento de Nossa Senhora da Graça de Lisboa, sede da Ordem dos Eremitas de Santo Agostinho.
Em 1572, quando os eremitas de Santo Agostinho se estabelecem em Ormuz e fundam o seu primeiro convento na Índia, Frei Jorge Queimado está entre esses primeiros missionários Agostinhos 1.
Não se sabe por quanto tempo Frei Jorge Queimado permaneceu pela Índia, mas, em 1589, D. Frei Agostinho de Castro, de seu nome religioso, D. Frei Agostinho de Jesus, Arcebispo de Braga, fez dele seu confessor. Também em 1592, Frei Jorge Queimado presidia à fundação do novo convento de eremitas de Santo Agostinho de São João Novo, na freguesia de São Nicolau, no Porto.
O mesmo Arcebispo de Braga, D. Frei Agostinho de Jesus, nomeou-o seu auxiliar e coadjutor, a 6 de Setembro de 1596.
Nesse mesmo ano de 1596 é fundado pelo arcebispo de Braga o convento agostinho de Nossa Senhora do Pópulo, em Braga. A escritura de doação do terreno foi lavrada, em 23 de Dezembro de 1595, com a presença de Frei Jorge Queimado, escolhido para primeiro Reitor deste mesmo Convento de Nossa Senhora do Pópulo e cuja primeira pedra foi lançada, em 3 de Julho de 1596.
A 1 de Fevereiro de 1599, o Papa Clemente VIII concedeu a D. Frei Jorge Queimado o título de bispo de Fez, confirmando, deste modo, a escolha feita por D. Frei Agostinho de Jesus, quando o nomeou seu auxiliar e coadjutor, no ano de 1596.
Pela documentação existente no Arquivo Distrital de Braga, ficamos a conhecer um pouco da sua catividade religiosa, neste arcebispado: adquire direitos de priorado sobre as Igrejas de São Pedro de Rates (1601), de São Paio de Sequeiros (1601) e de São Clemente de Basto (1604); é reitor do Seminário de São Pedro, em Braga (1606); é-lhe atribuída a qualidade de lugar-tenente do Arcebispo de Braga e a possibilidade de o substituir nas ausências (1608).
As últimas referências documentais desta permanência de D. Frei Jorge Queimado, por terras do arcebispado de Braga, remontam ao ano de 1609, ano da sua assinatura de dois termos de visitações a conventos da Ordem.
Em 15 de Julho de 1612, o Bispo de Fez já se encontrava no Sul, mais concretamente no Convento de Nossa Senhora da Graça, em Lisboa, para a posse do novo arcebispo de Braga, D. Frei Aleixo de Meneses, que "tomou o Pálio na Graça de Lisboa da mão de seu Bispo d’Anel D. Fr. Jorge Queimado no 3º Domingo de Julho".3
Antes dessa cerimónia, no dia 12 de Abril, desse mesmo ano de 1612, D. Frei Jorge Queimado teria assinado uma escritura de doação de umas vinhas, situadas na Barrosa, na então Aldeia Galega do Ribatejo, a seus familiares, ou, na falta deles, à Santa Casa da Misericórdia 4.
E pouco mais conhecemos sobre a vida e obra de D. Frei Jorge Queimado, Bispo de Fez, um dos religiosos mais prestigiados da nossa terra: um dos 12 primeiros missionários agostinhos, na Índia; cofundador do Convento de Ormuz, do Convento de São João Novo, no Porto, e do Convento de Nossa Senhora do Pópulo, em Braga; 1º reitor deste último convento e reitor, igualmente, do Seminário de São Pedro, em Braga; visitador e reformador da Ordem de Santo Agostinho e visitador e reformador das ordens militares de Avis e Santiago.
Diogo Barbosa Machado, em obra de referência da bibliografia nacional, refere-se, igualmente, a D. Frei Jorge Queimado e menciona um texto inédito da sua autoria: "Vida do Ilustríssimo Arcebispo de Braga, D. Agostinho de Castro"5.
Celebraram-se, no dia 29 de abril de 2018 os 400 anos da morte de D. Frei Jorge Queimado e muito fica, ainda, por saber sobre uma personagem tão rica, não só para a nossa História local, mas, também, nacional – uma personalidade que deixou marca profunda por onde passou, nomeadamente, na sua terra natal (Montijo), mesmo que em final de vida.
Por certo, influenciou a vida dos seus conterrâneos, nomeadamente, no ingresso na vida religiosa e na ordem de Santo Agostinho 6. E, cremos, não teria sido alheio à fundação, em Aldeia Galega do Ribatejo, de uma capela de invocação de Nossa Senhora da Graça.
Ali, onde hoje está instalada a sede da PSP do Montijo e no terreno onde se construiu o Cemitério de São Sebastião, onde o Convento de Nossa Senhora da Graça de Lisboa, o mesmo onde D. Frei Jorge Queimado professou, manteve uma capela e uma quinta anexa, até à extinção das ordens religiosas, no seu ramo masculino, em 1834
Manuel Caetano de Sousa, um dos seus biógrafos, descreveu-o, assim: "Foy natural de Aldea Gallega de Riba-Tejo, de nobre geração, filho de Manoel Casado e Branca Queimada, e religioso da Ordem dos Eremitas do Santo Agostinho, em que professou no anno de 1563. Foy coadjutor do Arcebispo de Braga, D. Fr. Agostinho de Castro, e deu o pallio ao Arcebispo D. Fr. Aleixo de Meneses. Foy Visitador e Reformador das Ordens Militares de Aviz e Santiago. Morreu na sua Pátria e está enterrado na Igreja Matriz, na capella mor, à parte do Evangelho, adonde tem o epitáfio seguinte: Aqui jaz D. Fr. Georze Queimado Bispo de Fez Visitador Geral e Reformador dos Conventos de Palmela e Aviz. Faleceu a 29 de Abril de 1618."7